# 狄倫·阿諾
狄倫·阿諾（Dylan Arnold，1994年2月11日—）是一位美國演員。他曾在浪漫劇情片《After》（2019）及其續集《After We Collided》（2020）中飾演诺亚（Noah），以及在恐怖片《月光光新慌慌》（2018）及其續集《月光光新慌慌：萬聖殺》（2021）中飾演Cameron Elam，他還在《安眠書店》（2021）中飾演西奥·恩格勒（Theo Engler）。他在2023上映的《奧本海默》中飾演法蘭克·奧本海默。

## 早期生活
狄倫·阿諾生于华盛顿州西雅图，曾就读于北卡罗来纳艺术学院。 